# UNOTIL
De United Nations Office in Timor-Leste (UNOTIL) was een vredesoperatie van de Verenigde Naties in Oost Timor. 

## Medaille
De deelnemers hadden recht op een onderscheiding, een van de Medailles voor Vredesmissies van de Verenigde Naties. De bronzen UNOTIL Medaille werd aan een blauw lint met een brede wit-zwart-geel- breed rood-geel-zwart-witte baan in het midden gedragen lint op de linkerborst gedragen.
Ook de United Nations Special Service Medal werd voor dienst op Timor tussen 2005 en 2006 toegekend.